# 아이자와 유야
아이자와 유야(일본어: 相澤 佑哉, 2000년 10월 17일~)는 일본의 축구 선수이다.

## 구단 경력
그는 2023년 J2리그의 로아소 구마모토에 입단했다. 2024년 일본 풋볼 리그의 크리아카오 신주쿠로 이적했다.